# Las Cabezas de San Juan
Las Cabezas de San Juan és una localitat de la província de Sevilla, Andalusia, Espanya. L'any 2005 tenia 16.055 habitants. La seva extensió superficial és de 230 km² i té una densitat de 69,8 hab/km². Les seves coordenades geogràfiques són 36° 59′ N, 5° 56′ O. Està situada a una altitud de 76 metres i a 64 kilòmetres de la capital de la província, Sevilla.

## Demografia
| 1996   | 1998   | 1999   | 2000   | 2001   | 2002   | 2003   | 2004   | 2005   | 2006   |
| ------ | ------ | ------ | ------ | ------ | ------ | ------ | ------ | ------ | ------ |
| 15.509 | 15.632 | 15.660 | 15.676 | 15.655 | 15.783 | 15.867 | 15.937 | 16.055 | 16.139 |